# Daniel Ivanovski
Daniel Ivanovski (in macedone Даниел Ивановски?; 27 giugno 1983) è un ex calciatore macedone, di ruolo difensore.

## Palmarès

### Club

#### Competizioni nazionali
- Coppa di Macedonia: 1

Vardar: 2006-2007
- Superettan: 1

Mjällby: 2009